# 広橋光業
広橋 光業（ひろはし みつなり）は、鎌倉時代後期から南北朝時代にかけての公卿。権中納言・広橋兼仲の次男。官位は従二位・権中納言。勘解由小路と号す。

## 経歴
以下、『公卿補任』と『尊卑分脈』の内容に従って記述する。
永仁2年（1294年）5月8日、勧学院学問料を賜う。永仁3年（1295年）9月28日、文章生。永仁5年（1297年）2月23日、叙爵。5月4日、宮内少輔に任ぜられる。6月25日には治部権少輔に任ぜられる。永仁6年（1298年）1月5日、従五位上に昇叙。正安2年（1300年）1月5日、正五位下に昇叙。応長元年（1311年）1月17日、右衛門権佐に任ぜられ、即検非違使の宣旨が下る。
正和元年（1312年）10月12日、左衛門権佐に転任。正和2年（1313年）9月6日、治部大輔に任ぜられ、同日蔵人に補せられる。正和4年（1315年）2月21日、右少弁に任ぜられ、蔵人を辞める。正和5年（1316年）1月5日、正五位上に昇叙。7月22日には左少弁に転任。8月12日には従四位下に昇叙。文保元年（1317年）2月5日、権右中弁に転任。4月6日、従四位上に昇叙。6月1日には右中弁に転任。文保2年（1318年）4月14日、右宮城使に補される。7月7日、正四位下に昇叙。12月には右中弁を止める。
元応元年（1319年）3月9日、左中弁に任ぜられる。4月5日、卒分所勾当、装束使、左宮城使となる。元応2年（1320年）2月9日、近江権守を兼ねる。3月24日、修理権大夫に任ぜられ、同日蔵人頭に補される。9月5日、参議に任ぜられる。修理権大夫は元の如し。元亨元年（1321年）3月11日、参議を辞した。4月6日には修理権大夫を止め、従三位に叙される。元徳2年（1330年）3月22日、正三位に昇叙。康永2年（1343年）1月5日、従二位に昇叙。貞和2年（1346年）12月5日、権中納言に任ぜられる。貞和4年（1348年）2月11日、権中納言を辞した。
文和元年（1352年）5月4日、出家。法名は慈寂。康安元年（1361年）、薨去。

## 梅宮祭での奉仕
『師守記』によれば、近年、梅宮祭で上卿が参じない例があるとして、光業が文保元年（1317年）11月10日の梅宮祭に参じて行事を執行したと裏書に記されている。

## 系譜
- 父：広橋兼仲（1244-1308）
- 母：源親時娘
- 妻：坊門俊輔の娘
  - 男子：広橋兼綱（1315-1381）
- 生母不明の子女
  - 男子：広橋兼名
  - 女子